# Выборы в ООН
Выборы в ООН включают в себя выборы Генерального секретаря ООН, выборы непостоянных членов Совета Безопасности ООН, выборы в Экономический и Социальный Совет и другие органы.

## Выборы Генерального секретаря ООН
Исторически в ООН имелись несколько группировок (СССР (1945—1991) и союзники, США и союзники, Великобритания и союзники, Китайская Республика (1949—1973) и союзники, Россия (после 1992) и союзники, КНР (после 1973). Как правило, Генеральные секретари были компромиссом по отношению к этим группировкам. Наибольшее число представителей выдвинула группировка США их союзников. К кандидатуре Генерального секретаря каждая группировка предъявляет свои требования (знание языка, образование).

## Выборы членов Совета Безопасности
Проходят ежегодно, избираются на 2 года.
Всего 10 непостоянных членов (ранее 6).
- 1946—1964 Представители Западной Европы, Восточной Европы, Британского Содружества, Азии, 2 - Латинской Америки
- 1964 1-Представители Восточной Европы, 2 - Западной Европы, 3 - Азии , 2 Африки , 2 - Латинской Америки.